# Said Rayabi
Said Rayabi –en persa, سعید رجبی– (nacido el 5 de agosto de 1996) es un deportista iraní que compite en taekwondo. Ganó una medalla en los Juegos Asiáticos de 2018, y dos medallas en el Campeonato Asiático de Taekwondo en los años 2016 y 2018.

## Palmarés internacional
| Juegos Asiáticos    | Juegos Asiáticos             | Juegos Asiáticos  | Juegos Asiáticos |
| Año                 | Lugar                        | Medalla           | Categoría        |
| ------------------- | ---------------------------- | ----------------- | ---------------- |
| 2018                | Yakarta (Indonesia)          | Medalla de oro    | +80 kg           |
| Campeonato Asiático |                              |                   |                  |
| Año                 | Lugar                        | Medalla           | Categoría        |
| 2016                | Pásay (Filipinas)            | Medalla de oro    | –80 kg           |
| 2018                | Ciudad Ho Chi Minh (Vietnam) | Medalla de bronce | +87 kg           |